# 애니콜 멀티터치 II
애니콜 멀티터치 II(Anycall Multi-touch II)은 삼성전자에서 2008년 7월 16일에 출시한 스마트폰이다.